# Superman: Red Son
Superman: Red Son (Superman: Filho Vermelho, em tradução literal), também conhecido como Superman: Entre a Foice e o Martelo, é uma minissérie de quadrinhos publicada pela DC Comics lançada sob a marca Elseworlds em 2003. O autor Mark Millar criou a história em quadrinhos com a premissa "e se o Superman tivesse sido criado na União Soviética?". Ele recebeu elogios da crítica e foi indicado ao Eisner Award de 2004 para melhor série limitada.
A história mistura versões alternativas de super-heróis da DC com versões de realidade alternativa de figuras políticas reais, como Joseph Stalin e John F. Kennedy. A série abrange aproximadamente 1953–2001, exceto por um epílogo futurista. 
Em Red Son, a nave do Superman pousa em uma fazenda coletiva ucraniana, e não no Kansas, uma razão implícita sendo uma pequena diferença de tempo (algumas horas) em relação à linha do tempo original, o que significa que a rotação da Terra colocou a Ucrânia no caminho da nave em vez do Kansas. Em vez de lutar por "...verdade, justiça e American way", Superman é descrito nas transmissões de rádio soviéticas "...como o herói do trabalhador comum que luta uma batalha sem fim por Stalin, socialismo e a expansão internacional do Pacto de Varsóvia". Sua "identidade secreta" (ou seja, o nome que seus pais adotivos deram a ele) é um segredo de Estado.

## História da publicação
As ideias que compunham a história foram formadas em um longo período de tempo. Millar declarou:

Red Son se baseia em um pensamento que passou pela minha cabeça quando li o Superman #300 aos seis anos de idade. Era uma história imaginária em que a Nave Kryptoniana do Superman havia pousado em águas neutras entre os EUA e a URSS e os dois lados estavam correndo para reivindicar o bebê. Como uma criança crescendo às sombras da Guerra Fria, a noção do que poderia ter acontecido se os soviéticos o alcançassem primeiro parecia fascinante para mim.

À medida que envelheci comecei a montar tudo e, pela primeira vez, lancei algo para DC, quando eu tinha 13 anos — embora estivesse de uma forma muito "crua", é claro, e meus desenhos não eram muito bons.
Em 1992 ele já havia desenvolvido muitos dos pontos da trama:

Em vez de aterrissar no Kansas quando criança, decidi explorar o que poderia ter acontecido se o foguete aterrissasse em uma fazenda coletiva na União Soviética. Em vez de trabalhar para o Planeta Diário, ele seria repórter do Pravda. Há uma inversão da situação atual, desta vez os Estados Unidos que está se separando da Geórgia e a Louisiana exigindo independência - tanques rodando pelas ruas de Nova Orleans. Vou incluir diversos de personagens da DC, como Batman e Lanterna Verde - que você verá sob uma nova luz.
Grant Morrison deu entrevistas sobre dar ao seu bom amigo Mark Millar a ideia de enviar Superman de volta ao passado, como foi usado no final de Red Son.
Certas imagens da série são tiradas de capas ou painéis de quadrinhos famosos da DC. Uma imagem da primeira edição faz referência à pose de Superman na capa do Superman #1. Além disso, uma iamgem mostrando os distúrbios nos EUA imita a famosa capa da Action Comics #1.

## História
Nos anos 50, a União Soviética revela que sua mais nova posse é o Superman. A repentina revelação de um alienígena superpoderoso sob controle soviético causa pânico nos Estados Unidos, mudando o foco da corrida armamentista da Guerra Fria de armas nucleares para super-humanos. O agente da CIA Jimmy Olsen recruta Lex Luthor, um cientista empregado pelo S.T.A.R. Labs, para destruir o Superman. O primeiro ato de Luthor é fazer com que o Sputnik 2 caia em direção a Metrópolis. Depois que Superman desvia o satélite da cidade, Luthor recupera seu material genético e cria um clone monstruoso de Superman, a quem Lex Luthor chama Superman 2.
Enquanto isso, Superman conhece a Mulher Maravilha em uma festa diplomática, e ela fica apaixonada por ele. Pyotr Roslov (Pete Ross), chefe do NKVD e filho ilegítimo de Joseph Stalin, está zangado com o fato de Superman ter desviado a atenção de seu pai e ter encerrado suas chances de avançar no regime soviético. Pyotr atira em um casal dissidente na frente de seu filho por imprimir propaganda anti-Superman. Stalin morre de envenenamento por cianeto, e Superman inicialmente recusa o comando do Partido Comunista. No entanto, um encontro casual com Lana Lazarenko, sua namorada de infância, muda sua ideia. Superman escolhe usar seus poderes para o bem maior e transformar seu país em uma utopia.
O governo dos EUA envia o "Superman 2" para enfrentar o Superman, e seu duelo causa um lançamento acidental de mísseis nucleares na Grã-Bretanha. O clone se sacrifica para salvar milhões. Luthor mata sua equipe de pesquisa no STAR Labs e funda a LuthorCorp, dedicando sua vida à destruição do Superman.
Em 1978 os Estados Unidos estão à beira do colapso social enquanto a próspera União Soviética expandiu pacificamente sua influência para quase todos os cantos do globo. O custo desse progresso é uma violação maior das liberdades individuais, com o Superman rapidamente se tornando uma figura do Grande Irmão, e a introdução de uma técnica de cirurgia cerebral que transforma dissidentes em drones obedientes, ou "Superman Robots". Superman agora trabalha com a Mulher Maravilha para salvar vidas e governar o Estado soviético. A Mulher Maravilha se torna cada vez mais apaixonada pelo Superman, mas ele a considera simplesmente como uma camarada, e não percebe seu amor por ele.
Luthor planeja encolher Moscou, mas esse plano falha quando Brainiac, seu colaborador, encolhe Stalingrado. Superman intervém e recupera a unidade central de processamento de Brainiac e a pequena cidade, pondo fim à cooperação entre Brainiac e Luthor. Ele é incapaz de restaurar Stalingrado e seus habitantes ao tamanho adequado. Isso se torna seu único fracasso e uma fonte de grande culpa.
O terceiro plano de Luthor envolve o vigilante Batman, que era o menino órfão de Pyotr. Batman une forças com LuthorCorp e Pyotr, agora chefe da KGB. Eles capturam a Mulher Maravilha e a usam como isca para o Superman na esperança de minar seus poderes com raios que imitam a luz do planeta natal do Superman. O plano funciona, mas Superman convence a Mulher Maravilha a se libertar do laço com o qual está amarrada e a destruir os geradores que acionam as lâmpadas que emitem a energia solar. Ela o faz, ferindo-se gravemente no processo, mas as lâmpadas param de funcionar e os poderes do Superman retornam. Com medo de que o Superman fosse lobotomizá-lo e transformá-lo em um robô, Batman se mata como um mártir de sua causa. Pyotr é transformado em um robô do Superman e a Mulher Maravilha não tem mais sentimentos pelo Superman, pois mostra pouco ou nenhum respeito por sua condição de ferida.

## Adaptação em animação
Foi anunciado em janeiro de 2019 que uma adaptação em vídeo estava em desenvolvimento como parte da linha de Filmes Animados Originais da DC. No final de 2019, foi revelado o trailer da animação com o lançamento em 25 fevereiro de 2020 no formato digital e em 17 de maio de 2020 em DVD 4K Ultra HD e Blu-Ray.